# Urva
Urva è un comune dell'Azerbaigian situato nel distretto di Qusar. Conta una popolazione di 2 472 abitanti.